# Tvesala
Tvesala (eller tvesalu) är ett gammalt svenskt ord som i modern tappning betyder dubbelförsäljning eller dubbelöverlåtelse. Ordet kan brytas ner i sina beståndsdelar tve och sala eller salu där "tve" betyder "två" och "sala" eller "salu" betyder "försäljning".
Tvesala regleras i 1 kap. 5 § handelsbalken (SFS "1736:0123 2", som fortfarande gäller, men en del av paragrafen som trots allt brukar anses obsolet är här ställd inom parentes): "Säljer man tvem ett; gälde skadan åter, (och böte tio daler,) och den behålle godset, som först köpte.", fastän ordet själv inte förekommer i denna paragraf. Lagen infördes i Sveriges rikes lag 1736 och tillhör avtalsrätten. I grund och botten innebär lagtexten att den första köparen har rätten till varan. Denna lag har till stora delar ersatts av andra tillämpliga lagar men är trots det fortfarande gällande rätt och kan åberopas om ingen mer specifik lagstiftning (lex specialis) finns avseende ett köp. Ordet "tvesala" eller "tvesalu" återfinns numera inte i någon lag, men förekommer i diverse Statens offentliga utredningar, domar och andra dokument.
Regler om tvesala av fastighet finns i 5 och 17 kap. jordabalken (SFS "1970:994").